# Canar roșu

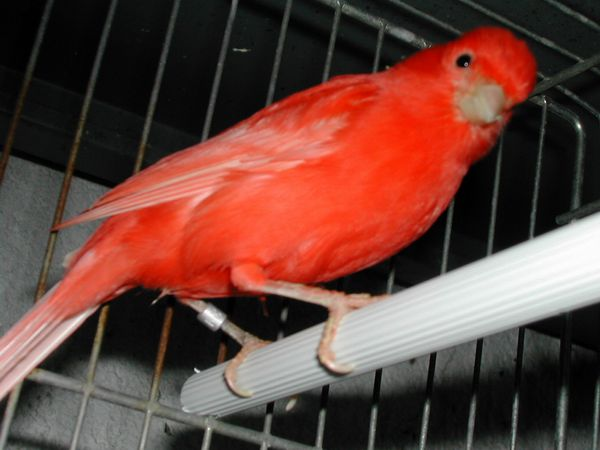
O femelă canar factor roșu

Canarul factor roșu este o varietate populară de canar. Este numit după penajul său colorat și este un „canar de culoare”, crescut pentru noutatea culorii sale, mai degrabă decât pentru cântecul său. Este păstrat atât de cei care își doresc un animal de companie, cât și de cei cărora le place să arate.
Este o pasăre activă, rezistentă și foarte ușor de păstrat; cu toate acestea, nu este ușor de înmulțit.
Crescut pentru prima dată în anii 1920, este singurul canar de culoare care are un element de roșu ca parte a penajului său. A fost dezvoltat ca o încrucișare între un alt tip de cinteze, acum pe cale de dispariție, cintezul roșu venezuelean (Spinus cucullatus) și un canar domestic galben (Serinus canaria forma domestica).
O pasăre bine construită, canarul factor roșu este cam5 1⁄2 inches (14 cm) în lungime. Acești canari sunt crescuți pentru prezentare, așa că există multe versiuni ale acestui canar astăzi. Ele sunt împărțite în clasele Melanin și Lipochrome. Acestea sunt împărțite în continuare în înghețuri (pene moale) sau non-înghețuri (pene dure), ceea ce afectează cât de strălucitoare apare culoarea lor.
Canarii cu factor roșu sunt de obicei disponibili la majoritatea magazinelor de animale de companie și pot fi găsiți și prin expoziții de păsări, cluburi de păsări, crescători și pe internet.